# Ливингстон, Дженни
Дженни Ливингстон (англ. Jennie Livingston; родилась 24 февраля 1962 года) — американский режиссёр, наиболее известная из её работ — документальный фильм «Париж горит», 1990 год.

## Биография
Ливингстон родилась в Далласе (штат Техас), выросла в Лос-Анджелесе, куда её семья переехала, когда ей было два года. Она младшая из троих детей в семье, есть два старших брата. Ливингстон училась в средней школе Беверли-Хиллз, в 1983 году окончила Йельский университет. В университете она изучала фотографию, рисунок и живопись, а дополнительным курсом Дженни выбрала английскую литературу. Одним из её преподавателей в Йельском университете был фотограф Тод Пападжордж. В 1984 году Ливингстон посещала курс по кинопроизводству в Нью-Йоркском университете. Она была племянницей покойного кинорежиссера Алана Пакулы, в 1987 году работала в художественном отделе его фильма «Orphans». Свой первый фильм она сняла по его настоянию. Мать Дженни Майра Кон Ливингстон была поэтессой, автором детских книг и антологом. Ее отец Ричард Ливингстон был бухгалтером, а также автором детской книги «The Hunkendunkens». Брат Джонас был музыкальным руководителем в Geffen Records и MCA Records. В 1988 году он снял видеоклип на хит «What I Am» Edie Brickell & New Bohemians'. У Ливингстон есть еще один брат, его зовут Джошуа. В 1985 году Ливингстон переехала в Нью-Йорк, где была лидером группы активистов против СПИД-а «ACT UP». Ливингстон живет в Бруклине.
В 1990 году отец Дженни умер от сердечного приступа, в 1996 году ее мать и бабушка умерли от рака с разницей в несколько месяцев. Два года спустя в автомобильной катастрофе погиб ее дядя Алан Пакула, в начале 2000 года внезапно скончался ее брат Джонас. Потеря семьи и прижитое горе подтолкнули ее к началу работы над фильмом «Earth Camp One».

## Париж горит
Документальный фильм Ливингстон, в котором рассказывается о гей- и трансгендерной темнокожей и латиноамериканской культуре. В 1991 году фильм получил главный приз жюри кинофестиваля «Sundance» и стал ключевым фильмом в зарождающемся американском независимом кино и в новом квир-кинематографе. «Париж горит» был одним из первых коммерчески успешных проектов кинокомпании «Miramax Films». Работа была названа лучшим фильмом 1991 года по версии газеты «Los Angeles Times», еженедельного издания «Time Magazine», газеты «The Washington Post», радиокомпании «National Public Radio» и журнала «New York Magazine». В 2016 году «Париж горит» был включен в киноархив библиотеки конгресса США, наряду с другими 24 фильмами, такими как «The Birds», «The Lion King» и « East of Eden». После премьеры фильма посыпались положительные отзывы от критиков, среди которых были Essex Hemphill («The Guardian»), Michelle Parkerson («The Black Film Review»). Отзывы также появились в «The New Yorker», «Time Magazine»," The Village Voice", «Newsweek». Не обошлось, конечно, и без критических статей, автором которых стал эссеист и кинокритик B. Ruby Rich.
Фильм стал источником вдохновения для кинематографистов, телевизионных шоу, ЛГБТК -сообществ и квир-активистов. Фильм вошел в учебную программу университетов, его изучают на отделении кинематографии, танцев и культурологии.
Основными участниками фильма были: Октавия Сен Лоран, Кармен Экстравганца, Брук Экстраваганза, Вилли Ниндзя, Дориан Кори, Джуниор Лабейджа, Венус Экстраваганца, Фредди Пендавис, Сол Пендавис, Ким Пендавис и Пеппер Лабейджа. Фильм вышел в свет благодаря команде: исполнительным продюсерам Мэдисон Дэвис Лейси и Найджел Финчу, редактору Джонатану Оппенгейму, оператору по фотографии Полу Гибсону, сопродюсеру Барри Свичара и менеджеру по производству Натали Хилл.
Фильм, выпущенный в 1991 году, до сих пор демонстрируют на фестивалях по всему миру, в музеях. Он привлекает разных поколений людей. В 2017 году Уэсли Моррис, критик издания «New York Times» включил фильм в статью «12 фильмов, которые нужно посмотреть, прежде чем вам исполнится 13 лет».

## Другие работы
Два короткометражных фильма Дженни Ливингстон «Hotheads» и «Who’s the Top?» посвящены исследованию квир-темы. «Hotheads» были представлены публике в 1993 году, фильм был создан при участии дружественной к исследованиям СПИД-а организации «Red Hot». В фильме показана реакция двух комиков на насилие в отношении женщин.
«Who’s the Top?» первый драматический короткометражный фильм, премьера которого состоялась на Берлинском международном кинофестивале в 2005 году. В фильме снимались: Марин Хинкль, Марс Шелли и Стив Бушеми. В этой лесбийской секс-комедии с музыкальным номерами также участвуют 24 бродвейских танцовщицы под руководством бродвейского хореографа Джона Каррафа. Фильм был показан более чем на 150 кинофестивалях почти на всех континентах, в том числе в бостонском музее изящных искусств и в лондонском институте современного искусства.
«Through the Ice» — короткометражный фильм, в сюжете которого история об утоплении Мигеля Флореса в Проспект-парке в Бруклине и о собачниках, которые пытались его спасти. Фильм был заказан общественным телеканалом WNET, Нью-Йорк. Работа была также показа на кинофестивале «Sundance» в 2006 году.
В 2011 году Ливингстон запустила кампанию в поддержку своего проекта «Earth Camp One». Это нехудожественный полнометражный фильм в стиле мемуаров, эссе о горе и утрате, о летнем лагере хиппи в 1970-х годах. В фильме Ливингстон исследует то, как американцы относятся к утрате. Он впервые начала работать над проектом в 2000 году, после потери отца, матери, деда, дяди и брата в период с 1990 по 2000 год. С декабря 2014 года статус фильма на IMDb значится, как «постпродакшн».
Ливингстон также работала над эпизодическим проектом «'Prenzlauer Berg'», действие которого разворачивается в художественных мирах Нью-Йорка и Берлина в конце 1980-х годов.
В 2011 году она сняла ролик к концертному шоу Элтона Джона «The Million Dollar Piano» в развлекательном комплексе Сизарс-пэлас в Лас-Вегасе. Ролик представлял собой серию черно-белых портретов различных жителей Нью-Йорка, движущихся под композицию «Mona Lisas and Mad Hatters». Шоу просуществовало 7 лет.
Ливингстон преподавала, читала лекции в нескольких учебных заведениях по миру, среди которых: Йельский университет, Бруклинский колледж, Колледж штата Коннектикут. В 2018 году она была продюсером-консультантом на кабельном канале FX по сериалу «Поза», который во многом был вдохновлен ее документальным фильмом «Париж горит».